# WK-League 2016
Die WK-League 2016 war die achte Spielzeit der südkoreanischen Fußballliga der Frauen unter diesem Namen.  Die reguläre Saison begann im März 2016 und endete mit dem Meisterschaftsfinal im November 2016. Meister wurde Incheon Hyundai Steel Red Angels, die mit diesen Titelgewinn nun Rekordmeister der WK-League ist.

## Veränderungen zur Vorsaison
- Daejeon Sportstoto zog nach Gumi und nannte sich in Gumi Sportstoto um
- Busan Sangmu WFC zog nach Boeun und nannte sich in Boeun Sangmu WFC um

## Teilnehmer und ihre Spielorte
| Team                             | Stadt    | Heimstadion           |
| -------------------------------- | -------- | --------------------- |
| Boeun Sangmu WFC                 | Boeun    | Boeun-Stadion         |
| Gumi Sportstoto                  | Gumi     | Gumi-Stadion          |
| Hwacheon KSPO WFC                | Hwacheon | Hwacheon-Stadion      |
| Icheon Daekyo WFC                | Icheon   | Icheon-Stadion        |
| Incheon Hyundai Steel Red Angels | Incheon  | Namdong-Rugby-Stadion |
| Seoul WFC                        | Seoul    | Hyochang-Stadion      |
| Suwon FMC WFC                    | Suwon    | Suwon-Stadion         |

## Tabelle
| Pl. | Verein                               | Sp. | S  | U | N  | Tore    | Diff. | Punkte |
| --- | ------------------------------------ | --- | -- | - | -- | ------- | ----- | ------ |
| 1.  | Incheon Hyundai Steel Red Angels (M) | 24  | 16 | 7 | 1  | 055:210 | +34   | 55     |
| 2.  | Icheon Daekyo WFC                    | 24  | 16 | 5 | 3  | 046:200 | +26   | 53     |
| 3.  | Gumi Sportstoto                      | 24  | 10 | 6 | 8  | 031:270 | +4    | 36     |
| 4.  | Hwacheon KSPO WFC                    | 24  | 9  | 6 | 9  | 035:320 | +3    | 33     |
| 5.  | Seoul WFC                            | 24  | 7  | 5 | 12 | 033:480 | −15   | 26     |
| 6.  | Suwon FMC WFC                        | 24  | 4  | 8 | 12 | 026:380 | −12   | 20     |
| 7.  | Boeun Sangmu WFC                     | 24  | 1  | 5 | 18 | 013:530 | −40   | 08     |

| (M) | Amtierender Meister: Incheon Hyundai Steel Red Angels |

## Meisterschaftsturnier
Im Meisterschaftsturnier spielten im Halbfinale der Zweitplatzierte gegen den Drittplatzierten. Der Gewinner dieses Spieles qualifizierte sich für das Finale des Meisterschaftsturnieres. Das Finale wird mit Hin- und Rückspiel ausgetragen. Der Gewinner der beiden Spiele wird Meister der WK-League 2016. Die Auswärtstorregelung galt hier nicht.

## Halbfinale
| Paarung   | Icheon Daekyo WFC – Gumi Sportstoto            |
| Ergebnis  | 2:0 (1:0)                                      |
| Datum     | 17. Oktober 2016                               |
| Stadion   | Icheon City Stadion, Icheon                    |
| Zuschauer | 660                                            |
| Tore      | 1:0 Park Eun-seo (44.); 2:0 Park Eun-seo (90.) |

## Finale

### Hinspiel
| Paarung   | Icheon Daekyo WFC – Incheon Hyundai Steel Red Angels |
| Ergebnis  | 0:0                                                  |
| Datum     | 20. Oktober 2016                                     |
| Stadion   | Icheon City Stadion, Icheon                          |
| Zuschauer | 1.594                                                |
| Tore      | keine                                                |

### Rückspiel
| Paarung   | Incheon Hyundai Steel Red Angels – Icheon Daekyo WFC                     |
| Ergebnis  | 4:0 (2:0)                                                                |
| Datum     | 24. Oktober 2016                                                         |
| Stadion   | Namdong Rugby Stadion, Incheon                                           |
| Zuschauer | 2.315                                                                    |
| Tore      | 1:0 Villa (24.); 2:0 Yu Yeong-ah (27.); 3:0 Villa (50.); 4:0 Villa (78.) |

## Zuschauertabelle
| Platz  | Mannschaft                   | Heimspiele | Zuschauer | pro Spiel |
| ------ | ---------------------------- | ---------- | --------- | --------- |
| 01.    | Boeun Sangmu WFC             | 12         | 14.389    | 1.199     |
| 02.    | Gumi Sportstoto              | 12         | 10.509    | 876       |
| 03.    | Hwacheon KSPO WFC            | 12         | 7.334     | 611       |
| 04.    | Incheon Hyundai S. R. Angels | 12         | 6.746     | 562       |
| 05.    | Icheon Daekyo WFC            | 12         | 5.395     | 450       |
| 06.    | Seoul WFC                    | 12         | 2.729     | 227       |
| 07.    | Suwon FMC WFC                | 12         | 2.688     | 224       |
| Gesamt | Gesamt                       | 84         | 49.790    | 593       |

### Torschützenliste
Bei gleicher Anzahl von Treffern sind die Spielerinnen alphabetisch geordnet.
| Platz | Spielerin       | Mannschaft                       | Tore |
| ----- | --------------- | -------------------------------- | ---- |
| 01    | Racheal Quigley | Hwacheon KSPO WFC                | 13   |
| 02    | Villa           | Incheon Hyundai Steel Red Angels | 10   |
| 03    | Lee Geum-min    | Seoul WFC                        | 9    |
|       | Jang Seul-gi    | Incheon Hyundai Steel Red Angels | 9    |
|       | No So-mi        | Seoul WFC                        | 9    |
|       | Mun Mi-ra       | Icheon Daekyo WFC                | 9    |
|       | Yun Da-kyeong   | Gumi Sportstoto                  | 9    |